# Cantón de Appenzell Rodas Exteriores
El cantón de Appenzell Rodas Exteriores (AR, en alemán: Appenzell Ausserrhoden; en francés: Appenzell Rhodes-Extérieures, en italiano: Appenzello Esterno) es un semicantón de Suiza. La sede del gobierno cantonal se encuentra en Herisau, aunque la sede judicial se halla en Trogen. 
Appenzell Rodas Exteriores se sitúa en el noreste de Suiza, limita con el cantón de San Galo y con el semicantón de Appenzell Rodas Interiores. El cantón tiene una superficie de 243 km² y una población de 53 200 habitantes.
El cantón estaba dividido en tres distritos que han sido abolidos. Los antiguos distritos eran: Hinterland (13.604 hectáreas), Mittelland (6.031 hectáreas) y Vorderland (4.648 hectáreas).

## Historia
Los primeros asentamientos datan de los siglos VII y VIII, a lo largo del río Glatt. En 907 se menciona por primera vez Herisau y el Appenzell (abbatis cella) aparece por primera vez en 1071.
En 1513, los territorios de Appenzell se unen a la Confederación Suiza como el 13.er cantón. En 1597, el cantón se divide por cuestiones religiosas. De una parte, el Appenzell Rodas Exteriores (protestante) y de la otra, Appenzell Rodas Interiores (católico).
A partir del siglo XVI, vuelve la estabilidad. Se desarrollaron la producción de lino y los estampados en textiles, diversificando la producción de bordados e hilados. La industria textil colapsó entre 1920 y 1939.
En 1834, el cantón adopta la primera constitución, que fue reformada en 1876 y 1908. La construcción de numerosas líneas ferroviarias entre 1875 y 1913 impulsó la industria local, y la población creció hasta llegar a un máximo histórico de 57 973 personas en 1910 (comparadas a las 53 200 de 2001).
Johannes Baumann fue en 1934 el primer ciudadano de Appenzell Rodas Exteriores elegido como Consejero Federal de la Confederación. El derecho al voto femenino fue reconocido en 1972 a nivel local, pero a nivel cantonal solo en 1989. En 1994, dos mujeres fueron elegidas por primera vez para formar parte del gobierno cantonal. La asamblea pública (Landsgemeinde) fue abolida en 1997.

## Municipios

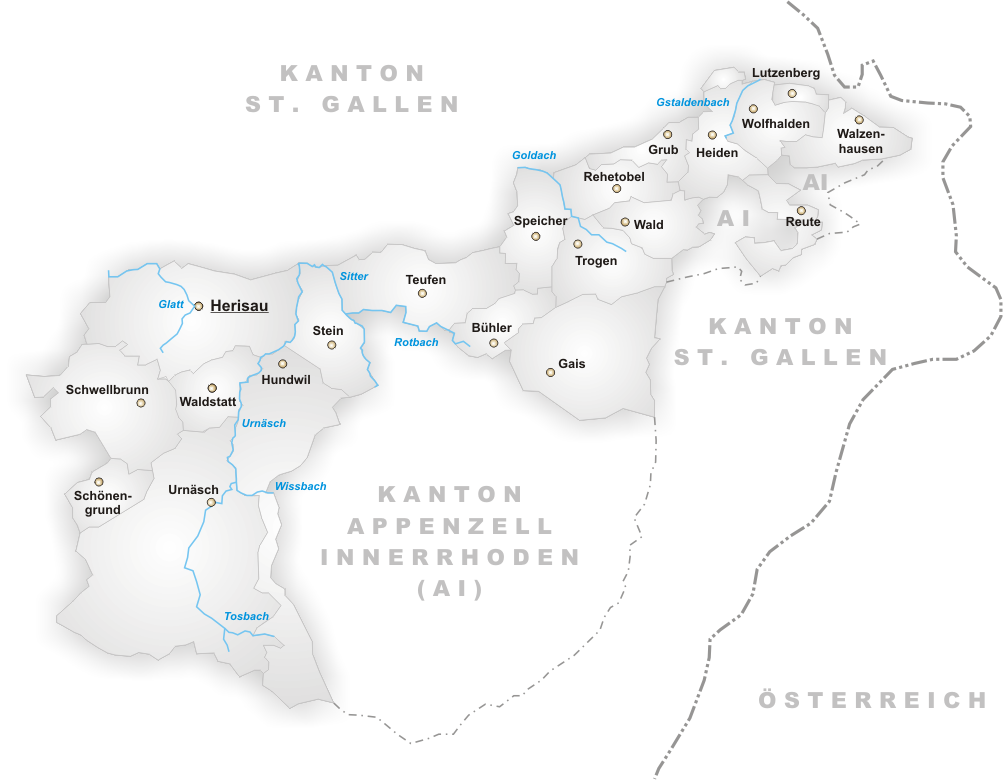
Municipios de Appenzell Rodas Exteriores.

Los veinte municipios del cantón son:
- Bühler
- Gais
- Grub
- Heiden
- Herisau
- Hundwil
- Lutzenberg
- Rehetobel
- Reute
- Schönengrund
- Schwellbrunn
- Speicher
- Stein
- Teufen
- Trogen
- Urnäsch
- Wald
- Waldstatt
- Walzenhausen
- Wolfhalden

- Datos: Q12079
- Multimedia: Canton of Appenzell Ausserrhoden / Q12079